# De Havilland DH.77
de Havilland DH.77 là một mẫu thử máy bay tiêm kích của Anh vào cuối thập niên 1920.

## Tính năng kỹ chiến thuật
Dữ liệu lấy từ De Havilland Aircraft since 1909.
Đặc điểm tổng quát
- Kíp lái: 1
- Chiều dài: 24 ft 4¾ in (7,44 m)
- Sải cánh: 32 ft 2 in (9,81 m)
- Chiều cao: 8 ft 0 in (2,44 m)
- Diện tích cánh: 163 ft² (15,1 m²)
- Trọng lượng rỗng: 1.655 lb (752 kg)
- Trọng lượng có tải: 2.279 lb (1.036 kg)
- Động cơ: 1 × Napier Rapier I, 300 hp (224 kW)

 Hiệu suất bay 
- Vận tốc cực đại: 204 mph (177 knot, 328 km/h) trên độ cao 10.000 ft (3.050 m)
- Trần bay: 25.900 ft[2] (7.900 m)
- Vận tốc lên cao: 1.885 ft/phút (9,6 m/s)

Trang bị vũ khí

- Súng: 2× Súng máy Vickers .303 in